# Mistrovství Evropy juniorů v ledním hokeji 1972
Mistrovství Evropy juniorů v ledním hokeji 1972 byl 5. ročník této soutěže. Turnaj hostila od 26. března do 2. dubna švédská města Boden, Luleå a Skellefteå. Hráli na něm hokejisté narození v roce 1953 a mladší.

## Výsledky
Všech šest týmů se střetlo ve formátu každý s každým. Konečné pořadí na turnaji bylo umístění mužstva v tabulce.
| Poř. | Tým     | SWE  | URS | TCH  | FIN | GER  | NOR  | Z | V | R | P | Skóre | B  |
| 1.   | Švédsko | —    | 4:1 | 6:4  | 5:1 | 6:2  | 11:2 | 5 | 5 | 0 | 0 | 32:10 | 10 |
| 2.   | SSSR    | 1:4  | —   | 4:2  | 8:2 | 9:4  | 8:2  | 5 | 4 | 0 | 1 | 30:14 | 8  |
| 3.   | ČSSR    | 4:6  | 2:4 | —    | 4:1 | 17:2 | 10:1 | 5 | 3 | 0 | 2 | 37:14 | 6  |
| 4.   | Finsko  | 1:5  | 2:8 | 1:4  | —   | 6:5  | 9:2  | 5 | 2 | 0 | 3 | 19:24 | 4  |
| 5.   | SRN     | 2:6  | 4:9 | 2:17 | 5:6 | —    | 6:4  | 5 | 1 | 0 | 4 | 19:42 | 2  |
| 6.   | Norsko  | 2:11 | 2:8 | 1:10 | 2:9 | 4:6  | —    | 5 | 0 | 0 | 5 | 11:44 | 0  |

 Norsko sestoupilo z elitní skupiny

## Turnajová ocenění
|                        | Brankář         | Obránce          | Obránce          | Útočník       | Útočník       | Útočník       |
| ---------------------- | --------------- | ---------------- | ---------------- | ------------- | ------------- | ------------- |
| Ceny direktoriátu IIHF | Krister Sterner | Alexej Volčenkov | Alexej Volčenkov | Zdeněk Paulík | Zdeněk Paulík | Zdeněk Paulík |

### Produktivita
|                               | G | A | B  |
| ----------------------------- | - | - | -- |
| Håkan Dahllöf                 | 7 | 3 | 10 |
| Zdeněk Paulík                 | 6 | 4 | 10 |
| Marián Šťastný                | 5 | 4 | 9  |
| Lothar Kremershof             | 8 | 0 | 9  |
| Vincent Lukáč Sergej Kapustin | 5 | 1 | 6  |

## Mistři Evropy - Švédsko
Brankáři: Göran Högosta, Krister Sterner

Obránci: Jan Andersson, Sten-Åke Bark, Per Karlsson, Mats Waltin, Jan-Erik Silverberg, Lars Zetterström

Útočníci: Steffen Andersson, Håkan Dahllöf, Roland Eriksson, Peter Gudmundsson, Leif Holmgren, Gunnar Johansson, Sören Johansson, Örjan Lindström, Pär Mårts, Nils Arne Hedquist.

## Československá reprezentace
Brankáři: Pavel Bakus, Ján Filc

Obránci: Karel Pavlík, František Tulec, Jiří Šrámek, Vladimír Kostka, Pavel Pazourek, Josef Vondráček

Útočníci: František Černík, Radoslav Čížek, Vladimír Veith, František Výborný, Zdeněk Paulík, Jaroslav Měrtl, Marián Šťastný, Pavol Longauer, Vincent Lukáč, Rudolf Komínek.

## B skupina
Šampionát B skupiny se odehrál v Lyssu ve Švýcarsku, postup na mistrovství Evropy juniorů 1973 si vybojovali Švýcaři.
1.  Švýcarsko

2.  Polsko

3.  Jugoslávie

4.  Rumunsko

5.  Itálie

6.  Maďarsko

7.  Rakousko

8.  Dánsko

9.  Nizozemí

10.  Francie